# Philipp Lichter
Philipp Lichter (* 7. September 1796 in Maring-Noviand; † 17. Oktober 1870 in Piesport) war ein deutscher katholischer Geistlicher, Definitor und Schriftsteller.

## Leben
Nach seinem Abitur in Trier studierte er am dortigen Priesterseminar Philosophie und Theologie. 1819 in Metz zum Priester geweiht, studierte er ab 1821 Philologie in Münster und Bonn. Seiner Tätigkeit als Kaplan in Bernkastel folgten ab 1824 die Bestallung als Pfarrer in Sehlem (Eifel) und 1834 in Piesport, wo er bis zu seinem Lebensende wirkte.
Lichter war Ritter des Roten Adlerordens 4. Klasse.

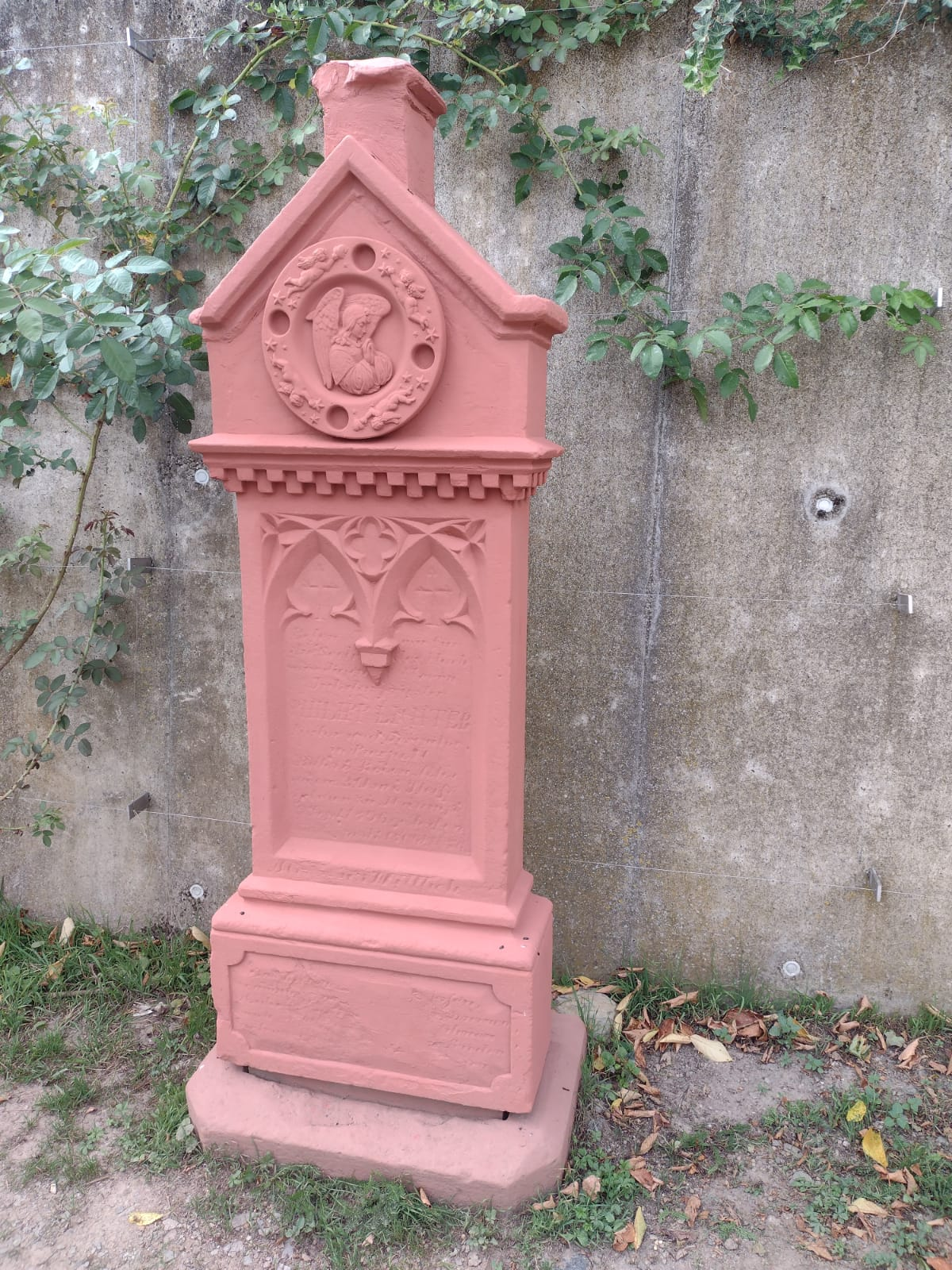
Renovierter Grabstein an der Sebastiankapelle in Piesport

## Veröffentlichungen
- 1827: Aurelius Augustinus: Enchiridion des heiligen Augustin’s, Verlag Florian Kupferberg, Mainz, 1827, 144 Seiten[4]
- 1828: Die Segnungen der kath. Kirche, aus den Gebeten selbst erklärt. Ein Geschenk für die Jugend., Neue Gelehrten-Buchhandlung, 1828
- 1829: Aurelius Augustinus: Des heiligen Augustinus christliche Unterweisung, die heiligen Schriften zu verstehen und dieselben erklären zu können., Neue Gelehrten-Buchhandlung 1829
- 1829: Übersetzung der „Geistesübungen des hl. Fidelis von Sigmaringen“, Koblenz, 1829
- 1829: Christliche Unterweisung: Die heilige Schriften zu verstehen und diesen erklären zu können, 1829
- 1830: Rudolph Friedrich Hergt: Des heiligen Ambrosius drei Bücher von den Pflichten, Coblenz, 1830, 310 Seiten, (Digitalisat), abgerufen am 4. Juni 2012
- 1830: Neujahrsgeschenk der Taufpathen für die heranwachsenden Getauften, in Nikolaus Lenz: Kurze Anreden bei der Einsegnung christlicher Brautleute, abgerufen am 4. Juni 2012
- 1832: Kurze Anleitung, wie man die Psalmen auf sich anwenden kann, 1832
- 1832: Sprüche und Beispiele aus der heiligen Schrift, zur Beförderung der Vaterlandsliebe für die katholische Schuljugend ...
- 1833: Biblische Geschichte für die katholische Jugend zum Gebrauche in Pfarr- und Filialschulen, 1833
- 1834: Herr lehre und beten! Ein Gebetbuch für die heranwachsende und erwachsene katholische Jugend., 1834
- 1838: Der heilige Apostel Matthias: Ein Gebets- und Andachts-Buch für kath. Christen, 1838
- 1844: Geschichte des heil. Ungenäheten Rockes unsers Herrn und Heilands Jesu Christi bis zu seiner feierlichen Erhebung am 28. Juni 1844: Nebst Betrachtungen und Gebeten..., Gall, 1844
- 1845: Gebete und Gesänge bei den Rorate Messen, 1845, (Digitalisat) abgerufen am 4. Juni 2012
- 1859: Das heilige Kreuz und die schmerzhafte Mutter Gottes, Schnellpressendruck der M. Leistenschneider’schen Buchdruckerei, 1859